# ウッドチャック
ウッドチャック (woodchuck、学名：Marmota monax）、別名グラウンドホッグ（groundhog) は、哺乳綱ネズミ目（齧歯目）リス科マーモット属に分類されるマーモットの1種。北アメリカに広く分布する。

## 分布
カナダおよびアメリカ合衆国北東部および中央部。北はアラスカから南東はジョージア州まで分布する。

## 形態
最大級のリス科の1種。体長40 - 65センチメートル、尾長15センチメートル、体重2 - 6キログラム。穴を掘ることに適応した短く力強い前足と、曲がった厚い鉤爪を持つ。尾は比較的短く、体長の約4分の1ほどしかない。

## 生態

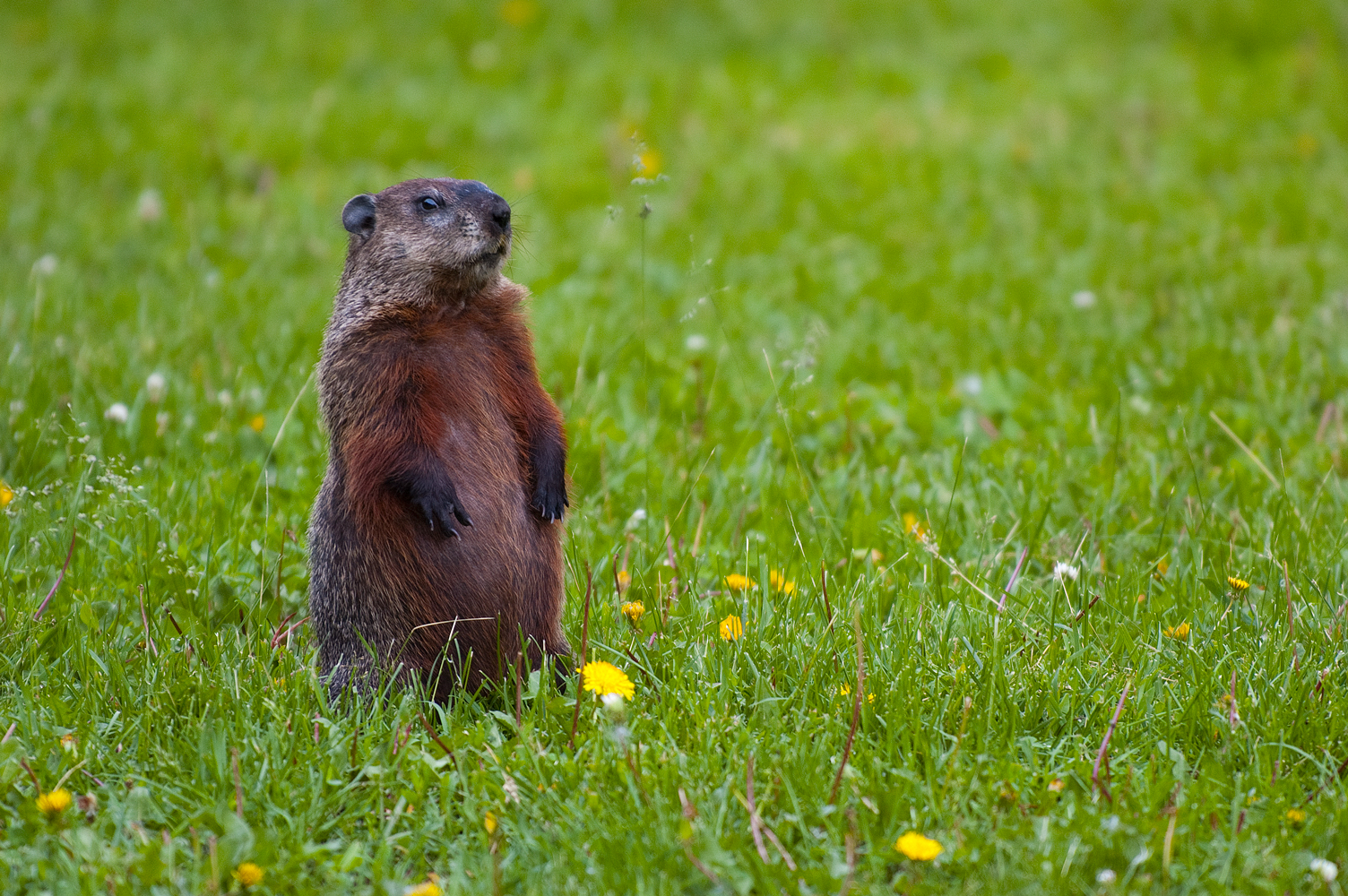
危険を感じると、口笛のような警戒声を上げて仲間に知らせる

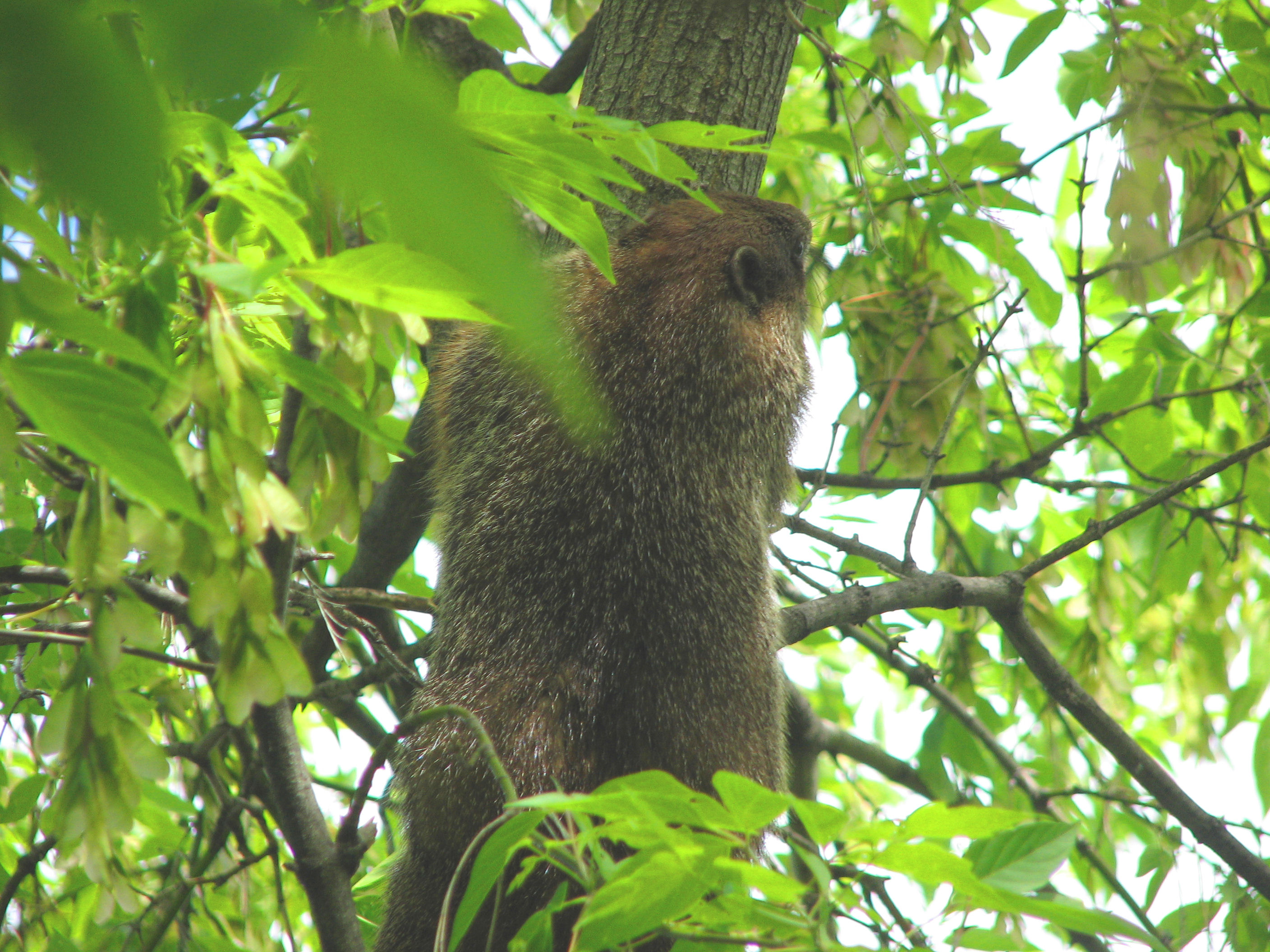
捕食者から逃げるために木に登ることができる

他のマーモットは岩場や高地に生息するが、低地の開けた平野や森林地帯の端に生息する。森林が開拓され生息地に適した土地が増えたため、ヨーロッパ諸国によるアメリカ大陸の植民地化以前よりも個体数は多くなっている。
昼行性で、朝早くと午後遅くに活動的である。巣穴の外で食物を食べていない時は、周囲に注意を払っている。1頭または複数が、後足で直立してじっと動かずに見張りをしている姿がよくみられる。危険を感じると、口笛のような高い警戒声を上げてコロニーの仲間に知らせるため、"whistle-pig" とも呼ばれる。戦う時や、ひどい怪我をした時、捕食者に捕まった際には、キーキー鳴く。低い吠え声や歯をこすり合わせて音を立てることもある。おびえている時には、尾の毛が真っ直ぐに立ち上がり、ヘアブラシのような状態になる。
ずんぐりとした外見にもかかわらず、捕食者から逃げる際や周囲を見渡したい時には、泳ぎが堪能で、木登りも得意である。危険が迫ると、巣穴に退却する。巣穴に侵入されると、2本の大きな切歯と前足の鉤爪で粘り強く身を守る。同種に対しても縄張り行動をみせ、優位を確立するため衝突する。
野生下の寿命は2 - 6年、飼育下では10年まで生きる。捕食者には、ハイイロオオカミ、ピューマ、コヨーテ、アカギツネ、ボブキャット、アメリカグマ、ワシなどがいる。子どもは、しばしば容易に巣穴に入ってくるヘビに捕食される危険がある。

### 巣穴
穴掘りが大変得意で、掘った巣穴を睡眠、子育て、排泄などに使用する。マーモットの中では最も単独性だが、何頭かの個体が同じ巣穴に住んでいる。通常、入り口は2 - 5か所あり、捕食者から避難する主な手段になっている。巣穴は大きく、地下のトンネルは最大14メートル、深さ1.5メートルになり、農業設備や建築基礎に損害を与えることがある。

### 冬眠
真の冬眠をする数少ない種のひとつで、春・夏用の巣穴とは別に、冬眠用の巣穴を掘る。冬眠用の巣穴は、樹木の茂ったまたは藪に覆われた地域にあり、地上が凍りつく冬の間にも安定した温度を保つ地下凍結線の下に掘られる。ほとんどの地域では、10月から3 - 4月まで冬眠するが、より温暖な地域では3か月ほどしか冬眠しない。冬を生き延びるため、冬眠に入る前には脂肪を蓄え、体重を最大限に増やす。冬眠から目覚めた時には、いくらかの体脂肪が残っており、それを消費しながら暖かくなって食物になる豊富な植物が育つまでをしのぐ。

### 食性
ほぼ草食性で、主にイネ科の野草や、クローバー、果実、農作物を食べる。まれに昆虫、カタツムリ、鳥の雛を食べることもある。

### 繁殖
生後2年で性成熟するが、生後1年で性成熟する個体も少ない割合でいる。繁殖期は、冬眠から目覚めた後の2月下旬から4月まで。妊娠期間は31 - 32日間で、つがいになったオスとメスは繁殖後も同じ巣穴に留まる。4 - 5月になり出産が近付くと、オスは巣穴を離れる。年1回の出産で4 - 6頭の子を産み、子は閉眼、無毛で生まれる。生後2か月で離乳し、生後5か月で分散する。

## 名称
ウッドチャックという名前の語源は、ネイティブアメリカンのアルゴンキン語族（あるいはナラガンセット族）の言葉で、この動物を指し、「穴を掘るもの」という意味のwuchakに由来する。木 (wood) や、物をぽいと投げること (chuck) には関連はないが、単語が類似していることで有名な早口言葉が生まれた。
How much wood would a woodchuck chuck　（ウッドチャックは何本の木を投げるだろう）
if a woodchuck could chuck wood?　（もしウッドチャックが木を投げられるとしたら）
A woodchuck would chuck all the wood he could　（ウッドチャックはできる限りの木材を投げるだろう）
if a woodchuck could chuck wood!     （もしウッドチャックが木を投げられるとしたら）

## 人間との関わり
アメリカおよびカナダで毎年2月2日に行われるグラウンドホッグデーの祝典によって、人々から認知され人気を得ている。ウッドチャックの行動で春の到来時期を予測するこの行事は、巣穴から出たウッドチャックがしばしば再び冬眠する習性に由来すると考えられる。
スポーツハンティングの狩猟対象となる。
肝癌を誘発するB型肝炎の医学研究に利用される。ウッドチャックがB型肝炎ウイルスに感染すると、肝癌になるリスクは100パーセントであるため、B型肝炎と肝癌治療の試験モデルとなっている。
ウッドチャックの巣穴によって、アメリカオハイオ州の Ufferman Site という遺跡の存在が明らかになった。それまで考古学者はこの遺跡を発掘していなかったが、ウッドチャックがこの遺跡のあるエスカーの緩い土を好み、巣穴を作るために土を掘ったことで、多数の人骨と動物の骨、陶器類、石の破片などの人工遺物の発見につながった。